# Dietmar Hanke
Dietmar Hanke (* 2. August 1957 in Greifswald) war Fußballspieler in Stralsund und Rostock. Für den FC Hansa Rostock spielte er 1977 in der DDR-Oberliga, der höchsten Fußballklasse in der DDR.

## Sportlicher Werdegang
In Rostock
Hanke kam 1971 von Vorwärts Stralsund zur Jugendmannschaft des FC Hansa Rostock. Von 1973 bis 1975 spielte er für Hansa in der Junioren-Oberliga. Schon im Alter von 17 Jahren wurde er im Männerbereich eingesetzt, wo er im Spiel der in der zweitklassigen DDR-Liga vertretenen 2. Mannschaft des FC Hansa am 15. September 1974 gegen Dynamo Schwerin (1:0) als Stürmer eingewechselt wurde. Insgesamt spielte er 1974/75 dreimal in der 2. Mannschaft.
In der Saison 1975/76 bestritt Hanke drei Punktspiele für die 1. Hansa-Mannschaft, allerdings auch in der DDR-Liga, weil die Rostocker in der Vorsaison aus der Oberliga abgestiegen waren. In der übrigen Zeit spielte Hanke mit der 2. Mannschaft in der drittklassigen Bezirksliga Rostock. Auch 1976/77 war er Stammspieler der 2. Mannschaft, die nach der Rückkehr der 1. Mannschaft in die Oberliga in der neu eingerichteten Nachwuchsoberliga spielte. Er wurde dort in 17 von 26 ausgetragenen Spielen als Flügelstürmer sowohl rechts als auch links eingesetzt und wurde mit acht Treffern Torschützenkönig seiner Mannschaft. Gegen Ende der Saison 1976/77 kam Hanke auch mit der 1. Mannschaft in der Oberliga zum Einsatz. Er gab dort seinen Einstand am 12. März 1977 als Einwechselspieler in der Begegnung des 18. Spieltages beim FC Karl-Marx-Stadt (3:0). Seine weiteren Oberligaspiele absolvierte er am 19. und 22. Spieltag, wobei er nur im zweiten Spiel über die vollen 90 Minuten eingesetzt wurde. Am Saisonende stieg Hansa erneut aus der Oberliga ab. In der folgenden DDR-Liga-Saison 1977/78 kam Hanke nur in drei Punktspielen der 1. Mannschaft während der Hinrunde zum Einsatz. Im Mai 1978 wurde er zum Militärdienst eingezogen. Da er nicht wieder zum FC Hansa Rostock zurückkehrte, erreichte er dort folgende Bilanz:
- 3 Spiele in der Oberliga
- 6 Spiele in der Liga (1. Mannschaft)
- 3 Spiele in der Liga (2. Mannschaft)
- 17 Spiele in der Nachwuchsoberliga
- 3 Spiele im FDGB-Pokal (1. Mannschaft)

In Stralsund
Seinen Militärdienst leistete Hanke wieder bei der Armeesportgemeinschaft Vorwärts Stralsund ab, dessen Mannschaft in der DDR-Liga spielte. Er blieb als Leistungsfußballer auch über die Wehrpflichtjahre bei der Armeesportgemeinschaft bis zum Ende der Saison 1985/86.
Nach einer Übergangszeit bei der 2. Mannschaft wechselte Hanke 1987 zur Betriebssportgemeinschaft Motor Stralsund, wo er noch bis 1990 als Freizeitsportler aktiv blieb.
Seit 1997 ist Hanke als Koordinator für Sportprojekte und Veranstaltungen im Sportbund Stralsund tätig. Er ist Mitglied der Traditionsmannschaft des FC Hansa Rostock.